# Storia della provincia di Grosseto
La Storia della provincia di Grosseto abbraccia un lunghissimo periodo, dalla Preistoria fino ai giorni nostri.

## Preistoria
L'attuale provincia di Grosseto fu una terra abitata fin dalla preistoria come dimostrano i ritrovamenti effettuati in varie zone di numerosi reperti risalenti al periodo eneolitico e all'Età del Bronzo.
In un'area nei pressi di Pitigliano, sul luogo in cui sono venuti alla luce molti reperti, è in fase di allestimento un parco preistorico con la ricostruzione di un villaggio. Altri luoghi che hanno dato alla luce testimonianze preistoriche sono le aree collinari tra Roccalbegna, Semproniano, Saturnia, Manciano e Sovana e, in prossimità della fascia costiera, le grotte all'interno del Parco naturale della Maremma tra Alberese e la foce del fiume Ombrone.

## Etruschi
Gli Etruschi costruirono numerose città che ebbero il periodo di massimo splendore intorno al VII secolo a.C., delle quali rimangono numerosi resti archeologici di elevato interesse.
Di grande interesse è la città di Vetulonia, sulle alture di Castiglione della Pescaia, dove è stato allestito il Museo archeologico per custodire i numerosi reperti provenienti dai vicini scavi; questa città aveva frequenti rapporti commerciali con Populonia, unica città etrusca di mare situata in provincia di Livorno.
Roselle, magnifica città di epoca etrusco-romana, presenta un'area archeologica di notevole interesse; i numerosi reperti che sono venuti alla luce durante le varie campagne di scavo sono conservati a Grosseto nel Museo archeologico e d'arte della Maremma.
Un'altra città etrusca di grandissimo interesse archeologico è Sovana, dove il sistema delle Vie Cave collegava le varie necropoli presenti nella zona con quelle intorno a Sorano e Pitigliano, nel cuore del Parco archeologico Città del Tufo; non lontano da Pitigliano si trova il sito archeologico di Poggio Buco.
Altre città e necropoli etrusche si svilupparono presso Saturnia, a Marsiliana e nel territorio collinare tra Magliano in Toscana e Scansano. Presso Ansedonia, gli Etruschi realizzarono un'imponente opera di ingegneria, denominata Tagliata Etrusca, per impedire l'insabbiamento di un vicino porto. Tutte queste città etrusche avevano contatti anche con Vulci, Tuscania e Tarquinia che si svilupparono nel territorio dell'attuale provincia di Viterbo.

## Romani
I Romani si insediarono nei secoli successivi prevalentemente presso le preesistenti città etrusche.
I reperti archeologici di maggiore interesse del periodo romano (fori, anfiteatri, ville e strade) sono venuti alla luce a Roselle, nei dintorni di Scansano, Magliano in Toscana e Pitigliano, a Saturnia e a Cosa, dove i Romani completarono l'opera ingegneristica della Tagliata Etrusca, avviata dai loro predecessori, che venne denominata anche Spacco della Regina.
In epoca romana la Via Aurelia attraversava il territorio prevalentemente lungo la fascia costiera, coincidendo in gran parte con il tracciato attuale, mentre il sistema della Via Clodia venne costruito per favorire i collegamenti nelle zone interne tra i vari insediamenti nell'area compresa tra le città di Tuscania e Saturnia, ramificandosi in tronchi secondari che raggiungevano Sovana, Sorano e Pitigliano, dove coincidevano prevalentemente con le preesistenti Vie Cave di epoca etrusca: a Saturnia rimangono alcuni resti dell'antica Via Clodia presso "Porta Romana".

## Il lungo periodo medievale
Durante le invasioni barbariche si verificò l'abbandono di alcuni importanti centri etrusco-romani a vantaggio di altri insediamenti situati in luoghi più protetti: in epoca longobarda va segnalato l'abbandono della città di Statonia a vantaggio di Sovana.
I nuovi insediamenti vennero fortificati per garantire più sicurezza agli abitanti. In questo periodo iniziò anche il lento declino di Roselle che venne definitivamente abbandonata dopo l'anno mille a vantaggio di Grosseto che presentava una rassicurante cinta muraria difensiva. Nel Medioevo si verificò pertanto il fenomeno dell'incastellamento che portò alla costruzione di numerosi castelli, borghi fortificati e centri abitati circondati da cinte murarie di difesa. Questo fenomeno si verificò sia presso alcune preesistenti città etrusco-romane che negli abitati di origini più recenti: gran parte di questi insediamenti si sono conservati in modo pressoché intatto fino ai giorni nostri.
In questo periodo gran parte delle località del territorio erano controllate da ricche e potenti famiglie tra le quali gli Aldobrandeschi, gli Ardengheschi e i Pannocchieschi. Gli Aldobrandeschi controllavano anche un vasto territorio tra Montalto di Castro e il Lago di Bolsena nel Lazio, parte della Val d'Elsa e della Val d'Orcia in Provincia di Siena, oltre alla parte meridionale della provincia di Livorno; i loro domini vennero divisi nel tardo Duecento nella Contea di Sovana e nella Contea di Santa Fiora e concessi a due rami distinti della famiglia che, durante la battaglia di Montaperti, si schierarono in campi avversi rispettivamente con i Fiorentini e con i Senesi.
Nello stesso periodo gli Ottieri riuscirono ad andare a capo di un piccolo stato, la Contea degli Ottieri, che includeva 4 località ai limiti sud-orientali della provincia e riuscì a rimanere indipendente fino all'estinzione naturale della famiglia in epoca moderna.

## Dal tardo Medioevo al Seicento
Durante questi secoli la malaria dilagava sempre più nelle zone pianeggianti e paludose a ridosso della fascia costiera, determinando così una forte migrazione della popolazione verso i paesi dell'area collinare interna.
Agli inizi del Trecento l'influenza di Siena iniziò a farsi sentire su vari alcuni centri dell'entroterra che passarono a famiglie nobili senesi quali i Buonsignori, i Piccolomini, i Tolomei e i Salimbeni o direttamente sotto il controllo della Repubblica. Mentre gli Orsini riuscirono ad ereditare Pitigliano, Sorano e, per un breve periodo, anche Sovana a seguito del matrimonio tra Romano Orsini e Anastasia Aldobrandeschi (1293), gli Sforza editarono nel corso del Quattrocento la Contea di Santa Fiora, iniziando il loro dominio nella zona dell'Amiata, a seguito del matrimonio tra Bosio Sforza e Cecilia Aldobrandeschi (1439).
Tra il Trecento e il Quattrocento tutti gli altri centri, tra i quali anche Grosseto e i liberi Comuni di Massa Marittima e Castiglione della Pescaia, entrarono a far parte della Repubblica di Siena, prima di essere inglobati nel Granducato di Toscana nella seconda metà del Cinquecento.
Orbetello, Porto Ercole, Talamone intorno alla metà del Cinquecento entrarono invece a far parte dello Stato dei Presidii sotto il controllo degli Spagnoli, mentre Buriano e Scarlino vennero inglobati nel Principato di Piombino controllato dagli Appiani, spesso era subordinato allo Stato dei Presidii: tutte queste località entrarono nel Granducato di Toscana soltanto nel 1815.
I centri della Contea degli Orsini entrarono nel Granducato di Toscana tra la seconda metà del Cinquecento e gli inizi del Seicento, mentre le località sforzesche della ex Contea di Santa Fiora vennero annesse nel corso del Seicento.
In questo lungo periodo storico, una folta comunità ebraica proveniente da altre città, in particolare da Roma, trovò rifugio e ottima integrazione a Pitigliano, cittadina denominata la "piccola Gerusalemme", a seguito di forti discriminazioni subite nelle varie città di provenienza; altre piccole comunità ebraiche risiedevano a Sorano e a Santa Fiora dove era documentata la presenza di antiche sinagoghe.

## I Lorena
Nel Settecento la scomparsa della dinastia medicea portò i Lorena a capo del Granducato di Toscana e la quasi totalità dell'attuale territorio provinciale ne seguì le sorti.
Nel 1766, Pietro Leopoldo divise il territorio che nei secoli precedenti costituiva la Repubblica di Siena in due province. Grosseto divenne da allora il centro principale della Provincia senese inferiore, che sarebbe poi divenuta l'attuale provincia di Grosseto; nel 1783, nell'opera di snellimento della burocrazia, venne sensibilmente ridotto il numero dei comuni della provincia che scese a 18 (non erano presenti ancora i comuni dello Stato dei Presidii e del Principato di Piombino entrati successivamente nel territorio provinciale dopo il 1815). Grazie alle riforme leopoldine, la città e la provincia di Grosseto andarono incontro ad una decisa rinascita economica e culturale. Tuttavia, per il rischio malaria ancora presente, si rese necessaria l'emanazione del Regolamento per l'Estatatura, avvenuta nel 1780.

Grazie ai Lorena, il Granducato di Toscana fu il primo Stato al mondo ad abolire la pena di morte (30 novembre 1786); in quell'epoca iniziarono anche le prime grandi opere di bonifica della pianura costiera che terminarono solo verso la metà del secolo scorso con l'eliminazione completa della malaria.
Le opere di bonifica iniziate dai Lorena fecero mutare notevolmente il paesaggio della pianura, occupata in gran parte da acquitrini e terreni palustri. Le opere di canalizzazione prosciugarono quasi interamente l'antico Lago Prile, tra Grosseto e Castiglione della Pescaia, del quale rimangono tracce soltanto nella Riserva naturale Diaccia Botrona; la "Casa Rossa" di Castiglione della Pescaia fu costruita proprio in epoca settecentesca come base per i lavori di bonifica diretti da Leonardo Ximenes.
Le riforme dei Lorena vennero interrotte con l'occupazione delle truppe francesi (1796) che si protrasse a più riprese fino al 1808, anno dell'annessione alla Francia napoleonica. Il Congresso di Vienna del 1815 sancì il ritorno del Granducato di Toscana nelle mani di Ferdinando III di Toscana, al quale succedette il figlio Leopoldo II a partire dal 1824.
Il granduca Leopoldo II governò fino al 1859, impegnandosi costantemente e in prima persona al completamento delle opere di bonifica, che vennero coordinate principalmente dall'ingegnere Vittorio Fossombroni (già autore della bonifica in Val di Chiana). Il granduca, con le sue politiche di buon governo, riuscì a determinare un ammodernamento e un sensibile miglioramento delle condizioni socio-economiche dell'intero territorio, tanto da risultare l'uomo politico più apprezzato nella millenaria storia della provincia di Grosseto: Leopoldo II venne affettuosamente soprannominato "Canapone" e onorato con un monumento scultoreo a lui dedicato, collocato in Piazza Dante a Grosseto.

## Annessione al Regno d'Italia
Nel corso dell'Ottocento, con la graduale diminuzione del rischio della malaria, iniziò il fenomeno di ripopolamento della pianura che determinò l'inizio dell'espansione urbanistica di Grosseto verso gli attuali quartieri semicentrali. Nel marzo 1860 il plebiscito che si svolse nel Granducato di Toscana sancì l'annessione allo stato sabaudo, entrando così a far parte del Regno d'Italia.
Tuttavia, per alcuni anni vennero fermate le grandi opere di bonifica della Maremma, portate avanti fino poco tempo prima dal granduca Leopoldo II, che determinò, seppur temporaneamente, un nuovo calo demografico e una contemporanea recessione economica. Di conseguenza, tra la popolazione iniziò a diffondersi un sentimento nostalgico verso le politiche di "buon governo" portate avanti fino a poco tempo prima dai Lorena; in quegli anni, la vita media della popolazione della Maremma scese addirittura a soli 24 anni.
Nel 1897 fu definitivamente abolita l'estatatura, che prevedeva il trasferimento nei mesi estivi della sede del capoluogo provinciale da Grosseto a Scansano, a causa del rischio malaria che, però, continuava a persistere anche negli anni successivi.

### Brigantaggio
Il brigantaggio si diffuse prevalentemente nelle campagne, nel corso della seconda metà del secolo, potendo far leva sul malcontento, sulle precarie condizioni economiche conseguenti alle politiche latifondiste e alla malaria che stava iniziando a diffondersi nuovamente. Tuttavia, questo fenomeno non riuscì mai a raggiungere le vaste proporzioni come stava accadendo nell'Italia meridionale, rimanendo piuttosto circoscritto sia in provincia di Grosseto che nell'Alto Lazio.

I briganti della Maremma erano solitari, avevano i loro allievi e imponevano il loro stile, senza mai arrivare però ad avere l'ambizione di comandare piccoli eserciti come accadeva in altre zone d'Italia: il loro, infatti, era più che altro un modo di vivere e non un mestiere dedito ad attività di criminalità organizzata. Le loro scorrerie e i loro atti violenti si verificavano esclusivamente ai danni di guardiani, guardiacaccia, fattori, carabinieri e altri rappresentanti del potere padronale e dello Stato; alcuni briganti, primo tra tutti Domenico Tiburzi, erano avvolti da aloni di leggenda e potevano contare addirittura su una diffusa simpatia popolare.

L'azione dello Stato non si fece attendere, furono aumentati gli uomini a disposizione delle forze dell'ordine che iniziarono, durante il giorno, a perlustrare a tappeto le aree più impervie dove i briganti si davano alla macchia; nelle ore notturne venivano effettuati controlli ed istituiti numerosi posti di blocco in prossimità delle grandi tenute che erano l'obiettivo privilegiato dai banditi. La lotta serrata al brigantaggio si concluse positivamente negli anni a cavallo tra la fine dell'Ottocento e gli inizi del Novecento.

### Il Profeta dell'Amiata

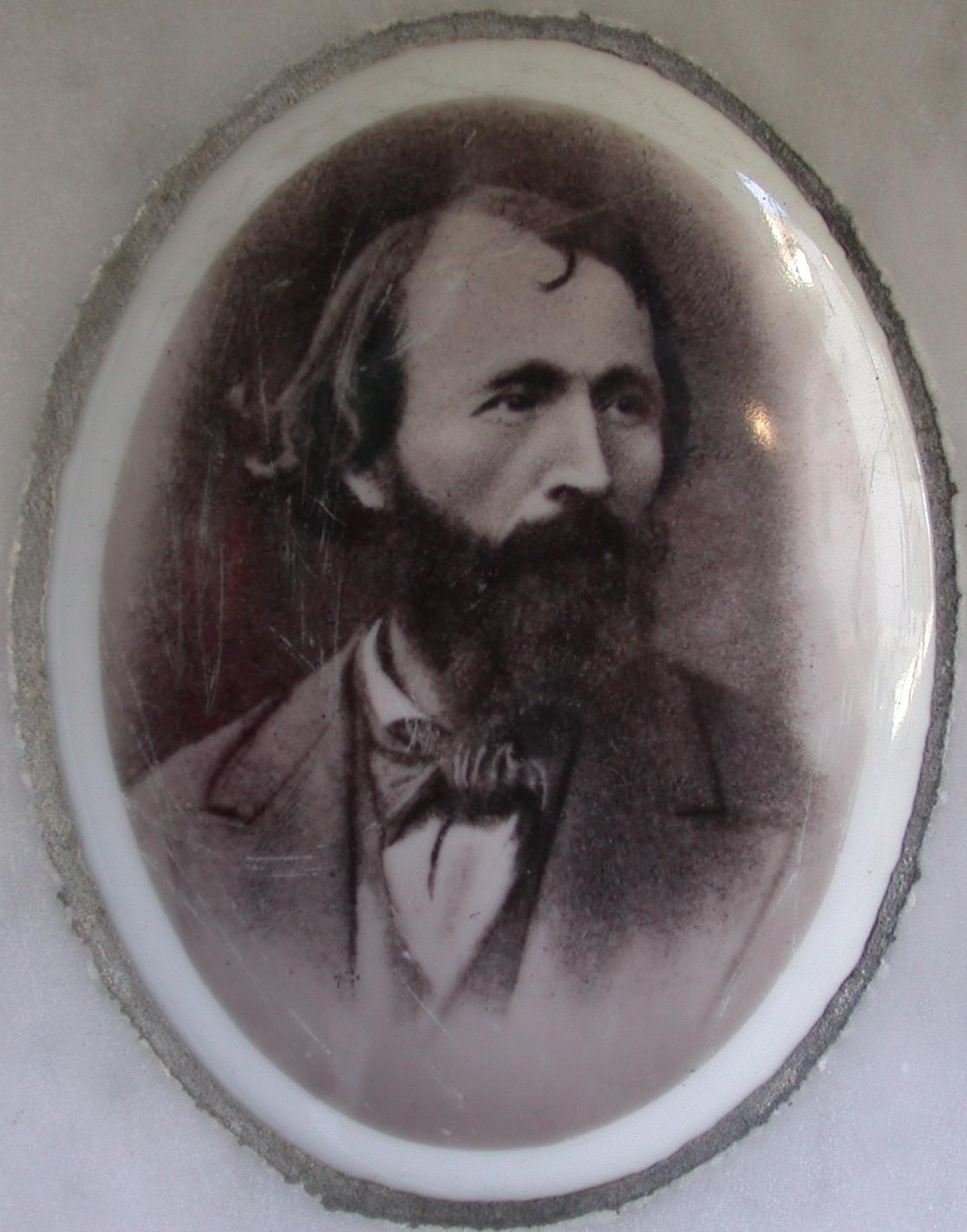
Raffigurazione di David Lazzaretti

Di tutt'altra natura, ma inquadrabile negli episodi storici che seguirono l'Unità d'Italia, la sollevazione pacifica, inserita in un utopistico progetto religioso, posta in essere da David Lazzaretti, la cui vicenda storica e umana è stata rivisitata molto spesso in lavori di studio e di ricerca ed in opere letterarie dall'epoca dei fatti fino ad oggi.

Una vicenda che ha rappresentato il più importante evento religioso registrabile nella provincia di Grosseto, da qualificare come un'avventura mistica e rivoluzionaria, il cui protagonista David Lazzaretti, un personaggio altamente carismatico, ma anche contraddittorio, visse nella seconda metà dell'Ottocento nell'area del Monte Amiata, dove persistevano povertà economiche e sociali, aggravate da squilibri e sperequazioni territoriali, proprie di quei tempi.
Nato ad Arcidosso nel 1833, ebbe a predicare un rinnovamento delle strutture della Chiesa di Roma, gravemente contaminata a suo giudizio, da corruzione e da egoismi. I concetti che sosteneva si avvicinavano ad una protesta rivoluzionaria, sostenendo una Repubblica, regno di Dio che, pur nella totale pacificità di intenti e di azione, dovette apparire densa di pericoli per gli assetti costituiti dello Stato e della Chiesa, tanto da essere oggetto di una cruenta repressione nel 1878, anno in cui venne ucciso alla testa di una processione che scendeva dal Monte Labbro e che si accingeva ad entrare in Arcidosso.

## Il Novecento
Durante la seconda guerra mondiale sono da ricordare i pesanti bombardamenti subiti dalla città di Grosseto, soprattutto il bombardamento del 26 aprile 1943, giorno di Pasquetta, che causò molte vittime anche tra donne e bambini che si trovavano all'aperto nei giardini e nelle vie del centro; tra i più gravi crimini commessi contro la popolazione inerme sono da ricordare la strage di Niccioleta, nei pressi di Massa Marittima, tra il 13 e il 14 giugno 1943, e l'eccidio di Maiano Lavacchio del 22 marzo 1944. In tutto il territorio si registrarono disordini e ribellioni, come ad esempio l'imboscata tesa dai partigiani ai tedeschi sul ponte Riotorto nei pressi di Massa Marittima nel giugno del 1944, le esecuzioni di Frassine e la presa di Monterotondo Marittimo da parte della III brigata Garibaldi il 10 giugno 1944.
Nel dopoguerra, il completamento della riforma agraria iniziata nei primi decenni del secolo e la rapida ricostruzione dei luoghi bombardati contribuirono a implementare lo sviluppo dell'agricoltura e dell'allevamento (produzione di latte, formaggi, carni, olio e vino di elevata qualità). Al contrario, non si è mai verificato uno sviluppo industriale degno di nota, fatta eccezione per alcune realtà circoscritte, e ciò ha permesso un'ottima conservazione dell'ecosistema che si è mantenuto tra i più incontaminati dell'intero territorio nazionale italiano, favorendo così lo sviluppo di un settore terziario sempre più in crescita legato al turismo di qualità.
Il secolo scorso, inoltre, ha lasciato suggestive tracce artistiche integrate nella natura nel Giardino di Daniel Spoerri nei dintorni di Seggiano e nel Giardino dei Tarocchi presso Capalbio.